# Klute (cratera)

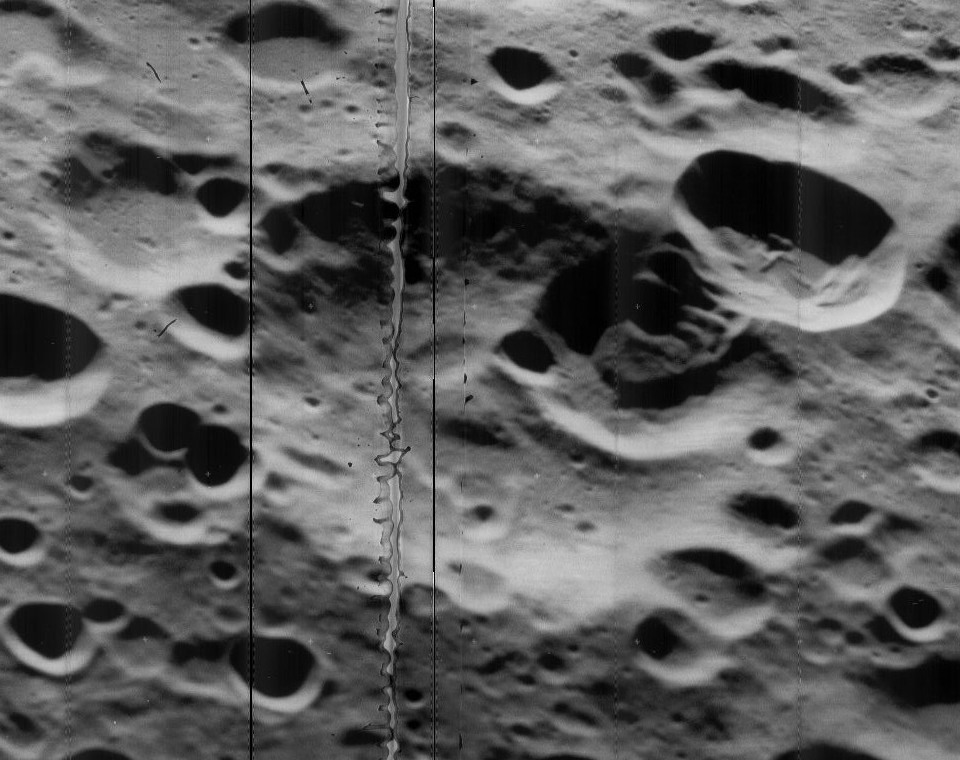
Imagem oblíqua da Orbitar Lunar 5, voltada para o oeste

Klute é uma cratera no lado distante da lua .  Encontra-se a sudeste da maior planície murada de Fowler e a leste da cratera de Gadomski .
Klute é uma cratera muito usada com várias crateras menores ao longo da borda externa.  A cratera de satélites Klute W impactou a noroeste de Klute, e uma grande queda ou deslizamento de terra ocorreu onde o material fluiu para dentro da cratera sem nome dentro de Klute.  O restante do piso é uma planície irregular marcada com várias craterlets pequenas e erodidas.
Esta cratera foi nomeado após o Dr. Daniel Klute em 1970, um cientista que ajudou a desenvolver motores para o Saturn V foguete antes de morrer em 1964.

## Crateras satélites
Por convenção, esses recursos são identificados em mapas lunares, colocando a letra ao lado do ponto médio da cratera que está mais próximo de Klute.
| Klute | Latitude | Longitude | Diâmetro |
| ----- | -------- | --------- | -------- |
| M     | 35,1 ° N | 141,1 ° W | 24 km    |
| W     | 38,2 ° N | 143,0 ° W | 13 km    |
| X     | 39,5 ° N | 143,0 ° W | 40 km    |